# Matéo Maximoff
Matéo (geboren ca. 17. Januar 1917 in Barcelona; gestorben am 25. November 1999 in Romainville, Frankreich), über Publikationen auch als Matéo Maximoff bekannt, ist als erster Schriftsteller unter den Roma in Frankreich bekannt geworden. Der Roman Les Ursitory war sein erster Roman, der auch auf Deutsch erschienen ist. Andere Erzählungen erschienen teilweise zweisprachig (auch auf Romani). Außerdem schrieb er einen Begleittext zu dem Bildband Tsiganes – Wanderndes Volk auf endloser Straße.

## Leben

### Herkunft
Matéos Vater gehörte zur Gruppe der Kalderasch, seine Mutter war eine Manouche aus der Familie der Renard. Matéos Urgroßvater wanderte nach der Aufhebung der Vlach-Roma-Sklaverei in Rumänien nach Russland aus. Die Familiengeschichte erzählt, dass er in Timișoara an der Straße ein zwölfjähriges jüdisches Mädchen fand. Er nahm das Mädchen auf und heiratete sie später. Er nannte sich Maximoff, weil er 2,10 Meter groß und 160 Kilogramm schwer war. 1910 starb er im Alter von 98 Jahren. Matéos "Nachname" Maximoff auf Buchtiteln stammt – um der Konvention auf Buchtiteln zu entsprechen – von dem Namen jenes Großvaters. 
Matéos Großvater verdiente seinen Lebensunterhalt in Russland als wandernder Musiker und Kesselflicker. Matéos Vater und Onkel wurden in Sibirien geboren. Kurz vor dem Ersten Weltkrieg zog der Großvater mit seiner Frau und seinen 14 Kindern nach Spanien. Ein anderer Teil der Familie zog nach Polen.

### Kindheit und Jugend
Matéos Familie reiste im Wohnwagen als Kesselmacher durch Spanien. Sein Vater heiratete eine Manouche, eine Cousine des berühmten Jazz-Gitarristen Django Reinhardt. Matéo wurde um den 17. Januar 1917 im Barri Xino, dem damaligen Rotlichtviertel von Barcelona, geboren. Als er drei Jahre alt war, wanderte seine Familie nach Frankreich. Matéo sprach Romani, Spanisch und Französisch. Sein Sprachentalent hatte er vom Vater geerbt, der angeblich 23 Sprachen beherrschte. Sein Vater hatte als Soldat in Russland auch Lesen und Schreiben gelernt, als einziger in der Familie. Er zeigte seinem Sohn die Buchstaben und Ziffern. Den Rest brachte Matéo sich selber bei.
Mit 14 Jahren wurde er Waise und musste nun seine vier jüngeren Geschwister versorgen. Er reiste und arbeitete mit seinen Onkeln als Kesselmacher. Von 1920 an lag sein Lebensmittelpunkt in Montreuil. Im Sommer 1938 kam es bei Issoire zu einem Streit zwischen zwei Roma-Gruppen, einem Familienverband von Kalderasch und einem von Romanichel. Ein Mädchen aus Metéos Familienverband war entführt worden. Der Streit endete mit Toten und Verletzten, und die Beteiligten mussten vor Gericht. Von allen Jugendlichen war nur Matéo nicht am Kampf beteiligt gewesen, wurde aber trotzdem in Untersuchungshaft genommen. Sein Anwalt, der ihn in der Zelle besuchte, war beeindruckt, wie lebendig Matéo seine Erfahrungen und das Leben und die Bräuche der Roma beschrieb. Weil Matéo sich in der Zelle langweilte, riet ihm der Anwalt, doch etwas über die Sitten der Roma aufzuschreiben. Er wollte das für seine Verteidigungsrede verwenden. Doch was Matéo ihm einige Zeit später überreichte, war ein ganzer Roman: Die Ursitory. Dieser Roman wurde allerdings erst 1946 gedruckt.

### Internierung
1939 erklärte Frankreich dem nationalsozialistischen Deutschland den Krieg. Es hieß, die „Zigeuner“-Nomaden würden für die Deutschen spionieren. Wie viele andere Roma-Familien versuchten die Maximoffs, nach Spanien zu fliehen, doch sie wurden an der Grenze festgenommen und in ein Lager gesperrt. Zweieinhalb Jahre waren seine Familie und ihre Verwandten in Lagern interniert. Auch über diese schreckliche Zeit schrieb Matéo später ein Buch: Routes sans roulottes (dt. „Straßen ohne Wohnwagen“). Die französischen Internierungslager waren keine Vernichtungslager wie die deutschen, aber dennoch war die Behandlung unmenschlich: Es gab nichts zu essen, kein Heizmaterial, keine Krankenfürsorge. Die Roma durften nur zu bestimmten Zeiten das Lager verlassen, um sich selbst mit dem Nötigsten zu versorgen. „Als ich im Alter von 23 Jahren ins Lager kam, wog ich 75 Kilo. 31 Monate später hatte ich 44 Kilo und sah wie ein mit Haut überzogenes Skelett aus“, erzählte Matéo in einem Interview. Von Matéos Verwandten wurden in Polen durch die deutschen Besatzer an einem einzigen Tag 27 Cousins, Onkel und Tanten ermordet. In Holland töteten die Nationalsozialisten später die zweite Frau seines Vaters und ihre Tochter. Nach dem Krieg klagte Matéo bei einem deutschen Gericht die Anerkennung als Opfer der Zigeuner-Verfolgung ein. Nachdem die Anerkennung über vierzehn Jahre hinausgezögert worden war, gewann er schließlich den Fall und bekam als Wiedergutmachungszahlung auf Lebenszeit eine monatliche Summe.

### Weiterer Lebensweg
Sein erster Roman, Die Ursitory, erschien nach dem Ende des Zweiten Weltkriegs 1946 und wurde ein Erfolg. Matéo verfasste insgesamt elf Bücher, dazu übersetzte er das gesamte Neue Testament ins Kalderasch-Romani. Auch als Fotograf hielt er das Leben der Roma fest. 1961 wurde Matéo Maximoff evangelischer Pastor. Insgesamt war er vier Mal verheiratet. Er lebte in seinen letzten Jahren sehr bescheiden in einer kleinen Wohnung in Romainville, einer Kleinstadt östlich von Paris. 1985 wurde er für sein Lebenswerk mit der Auszeichnung „Chevalier des Arts et des Lettres“ geehrt. Er starb 1999 in Romainville.

## Die Ursitory
Die Ursitory sind die drei Schicksalsengel, die am dritten Tag nach der Geburt den Lebensweg eines Kindes bestimmen. Hier sagen sie dem Helden der Geschichte – er heißt Arniko – voraus, dass er so lange leben wird, wie das Holzscheit, das im Lagerfeuer brennt, nicht zu Asche verbrannt ist. Arnikos Großmutter reißt das Holzscheit aus dem Feuer und löscht es. Sie gibt es seiner Mutter zur Aufbewahrung. Arniko wird ein großer Held und erlebt Abenteuer und Liebesgeschichten. Als seine Mutter fühlt, dass sie stirbt, gibt sie das Scheit Arnikos Frau. Doch als Arniko ihr untreu wird, verbrennt sie das Scheit und er stirbt. Da er aber Nachkommen hatte, bestand die Gruppe der Arnikesti fort.
Es ist eine märchenhafte und doch auch realistische Geschichte, ganz in der Tradition der Roma-Geschichtenerzähler. Wir erfahren aus ihr, wie die Kalderasch Rechtsstreitigkeiten lösen, welche Vorstellungen sie von Ehre haben, was „rein“ und „unrein“ bedeutet, wie die Familienverhältnisse geordnet sind, welche Macht die Frauen haben und vieles mehr.

## Werke (auf Deutsch)
- Die Ursitory. Zigeunerroman. Manesse, Zürich 1954; 8. A. ebd. 1993, ISBN 3-7175-1272-2
  - Neuausgabe als Taschenbuch: Unionsverlag, Zürich 2001, ISBN 3-293-20208-X
- Der Preis der Freiheit. Roman. Morgarten, Zürich 1955
- Tsiganes. Wanderndes Volk auf endloser Straße. Fotos von Otto Daettwyler. Büchergilde Gutenberg, Zürich 1959
- Die siebente Tochter. Roman. Flamberg, Zürich 1967
- Verdammt zu leben. Zigeunerroman. Zytglogge, Gümligen 1988, ISBN 3-7296-0232-2